# 孙斌 (1968年)
孙斌（1968年—），男，汉族，中华人民共和国政治人物，现任中国共产党第二十届中央纪律检查委员会委员，中央军委审计署副审计长。